# Берёзовка (Данковский район)
Берёзовка — село Данковского района Липецкой области, административный центр Берёзовского сельсовета.

## История
Упоминается в 1678 году: тогда Тульский Предтечев монастырь выменял часть земель у помещика С. С. Скорнякова-Писарева и поселил на ней монастырских крестьян, которые образовали деревню Берёзовку.
В 1928—1930 и 1934—1959 годах была центром Берёзовского (Октябрьского) района.

## Население
| 1859 | 1897  | 1906  | 2010 |
| ---- | ----- | ----- | ---- |
| 1506 | ↗1624 | ↗2146 | ↘693 |

## Дмитриевская церковь
В 1891 году в Березовке построен храм во имя Димитрия Солунского — в память о русских воинах, павших на Куликовом поле. Её возвёл на свои средства предприниматель и меценат Юрий Нечаев-Мальцов, берёзовцы называли церковь — Нечаевская.
Проект церкви в русском стиле выполнил архитектор Александр Померанцев. Есть сведения, что расписывал храм Виктор Васнецов, а мозаики исполнял петербургский мастер Владимир Фролов. В церкви были созданы колонны в мавританском стиле. Металлическая конструкция кровли, хоры и лестницы сделаны по чертежам инженера Владимира Шухова.
Сегодня живопись и мозаика не сохранилась, разрушена уникальная в области трёхшатровая звонница храма. Дмитриевская церковь была до начала XXI века заброшена. В 2008 году началось её восстановление, в первую очередь, намечено построить кровлю из патинированной меди.

## Известные жители и уроженцы
- Савин, Юрий Семёнович — Герой Труда Российской Федерации (2015).